# Attack! Attack!
Attack! Attack! was een Welshe rockband uit Caerphilly en Aberdare, opgericht in 2006. Ze brachten hun gelijknamige debuutalbum uit in 2008, met een tweede album The Latest Fashion, dat op 27 september 2010 werd uitgebracht via Hassle Records. Hun derde album Long Road to Nowhere werd aangekondigd voor een publicatie op 1 april 2013, en dit werd later bevestigd als hun definitieve publicatie. De band speelde in 2013 een afscheidsheadliner in april/mei en ging toen uit elkaar.

## Bezetting
- Neil Starr[2] (leadzang, ritmegitaar, 2006–2013)
- Will Davies (basgitaar, 2006–2013)
- Mike Griffiths (drums, percussie, 2006–2013)
- Ryan Day[3] (leadgitaar, achtergrondzang, 2006-2012)

## Geschiedenis
Ze toerden door het Verenigd Koninkrijk met andere Britse bands zoals The Blackout, Funeral for a Friend, Lostprophets, Kids in Glass Houses en ook Amerikaanse bands als New Found Glory en Zebrahead. Neil Starr kwam uit Dopamine om Attack! Attack! te formeren met Ryan Day. Will Davies kwam uit de band Adequate Seven. Ryan Day en Mike Griffiths speelden ook samen in Pete's Sake. De band beëindigde een co-headliner Britse tournee met Tonight Is Goodbye in februari 2009, waarbij de twee bands elke avond de headliner en de belangrijkste ondersteunende posities verwisselden. Ze speelden op het Hevy Music Festival op 1 augustus 2009 en op Butserfest op 12 september 2009. Hun nummer You and Me is te horen in het videospel Guitar Hero 5. De band speelde hun eerste headline-tournee met ondersteunende acts Not Advised, Gap Year Riot en Impulse 11.
In 2012 verliet Ryan Day Attack! Attack! om een zijproject te vormen met voormalige leden van The Next Nine Years, ook uit Zuid-Wales. Op 22 maart 2013 kondigde de band hun besluit aan om te splitsen na maanden van overleg, waarbij ze verklaarden dat ze hun tournee zullen blijven beëindigen, maar om persoonlijke redenen zal dit zonder Ryan Day en Mike Griffiths zijn. Neil en Will zijn samen met drummer Johno Fisher van de band Evita de band States and Empires gaan formeren. De nieuwe band toerde in oktober 2013 met Zebrahead door heel Europa, voordat ze de studio in gingen om hun debuutalbum op te nemen. In 2017 vervoegde Neil Starr zich bij Phil Campbell and the Bastard Sons als leadzanger, het was niet duidelijk of dit het einde van Zebrahead betekende.

## Toeren
- Toeren in 2010: Attack! Attack! the Rock Show (met Not Advised, Gap Year Riot & Impulse 11)
- Toeren in 2010: Attack! Attack! The Latest Fashion Tour (met Freeze the Atlantic, Straight Lines & That Sunday Feeling)
- Toeren in 2011: Attack! Attack! The Latest Fashion Tour (inclusief 7-daags weekend)

## Discografie

### Albums
- 2008: Attack! Attack! (uitgebracht in de Verenigde Staten als Attack! Attack! UK bij Rock Ridge Music)
- 2010: The Latest Fashion
- 2012: Attack! Attack! Unplugged
- 2013: Long Road To Nowhere
- 2014: Bsides and Unreleased

### Ep's
- 2010: Not Afraid

### Singles
- 2008: You and Me
- 2008: This Is a Test - 7-inch vinyl, cd
- 2008: Too Bad Son - 7-inch vinyl
- 2009: Not Afraid - 7-inch vinyl, cd (promo on toer)
- 2010: We're Not the Enemy
- 2011: Blood on My Hands
- 2011: No Excuses
- 2013: Cut to the Chase

### Muziekvideo's
- 2008: De band maakte een promotionele videoclip voor Too Bad Son, een nummer van hun debuutalbum Attack! Aanval!. Deze video is nooit openbaar gemaakt en alleen online beschikbaar. De video toont de zelfopnamen van de bandleden tijdens een tournee. Het is beschikbaar op Attack! Attack!'s YouTube.
- 2008: De band speelde op het Reading Festival op het BBC Introducing podium. Ze zongen de twee nummers Say It to Me en This Is a Test. Beide nummers zijn opgenomen en staan op de officiële MySpace-profielpagina van de band.
- 2009: You and Me, waarin de band in tv-programma's speelt en vervolgens tot leven komt.
- 2010: De band bracht een video uit voor hun single Not Afraid uit 2009 met een verhaallijn. Een kind wordt gepest en met vertrouwen en steun. Attack! Attack! geef de kracht vrij aan het kind, dat de pestkoppen bestrijdt en wegjaagt. Deze video is gefilmd op de Fisher More High School in Colne (Lancashire).
- 2010: We're Not the Enemy tweede single van Latest Fashion, de band speelt. Met televisies als hun hoofden.
- 2011: Blood on My Hands speelt zich af op een onbekende locatie en toont clips van Neil (de zanger) die zingt in een hippiebusje met een optreden in de buurt van water, waarin Neil kniediep staat terwijl de band optreedt op rotsen boven Neil.